# Pedrolira
 (mars 2023).
Si vous disposez d'ouvrages ou d'articles de référence ou si vous connaissez des sites web de qualité traitant du thème abordé ici, merci de compléter l'article en donnant les références utiles à sa vérifiabilité et en les liant à la section « Notes et références ».
Albums de Holden
Chevrotine
(2006)
Pedrolira est un album du groupe de pop rock français Holden sorti en 2002.

## Musiciens
- Holden : Armelle Pioline, Mocke, Richard Cousin, Evan Evans, Pierre Jean Grappin
- Patrick Fournier, accordéon, sur Une fraction de seconde et La Saison des touristes
- Christophe Cavalligni, vibraphone, sur C'est plus pareil, Je te reconnais et La Belle Vie

## Contenu
1. C'est plus pareil (5:23)
2. Aujourd'hui même (3:10)
3. Une fraction de seconde (3:59)
4. Tunis (3:13)
5. Appelle-moi (3:26)
6. Je te reconnais (3:16)
7. La belle vie (3:57)
8. Série B (2:56)
9. Margot (4:45)
10. La saison des touristes (2:32)
11. C'est plus pareil (edit) (3:40)